# Frank Lobos
Frank Lobos (Santiago, 25 september 1976) is een voormalig Chileens voetballer.

## Carrière
Frank Lobos speelde tussen 1998 en 2006 voor Colo-Colo, Unión La Calera, Deportes Concepción, Racing Ferrol, Mito HollyHock en Vasco da Gama.